# Lipowa (Silésie)
Lipowa est un village de la voïvodie de Silésie et du powiat de Żywiec. Il est le siège de la gmina de Lipowa et comptait 4 357 habitants en 2008.

## Sources
- (en) Cet article est partiellement ou en totalité issu de l’article de Wikipédia en anglais intitulé « Lipowa, Silesian Voivodeship » (voir la liste des auteurs).